# Église Saint-Dimitri de Skopje
L'église Saint-Dimitri (Црква Св. Димитрија en macédonien) est une église orthodoxe située à Skopje, en Macédoine du Nord et dédiée à saint Dimitri de Thessalonique. Elle se trouve dans le centre de la ville, à l'entrée du vieux bazar.

## Historique
L'édifice actuel a été construit au XVIIIe siècle sur les restes d'une église remontant au XVIe siècle. L'édifice actuel tient son aspect actuel des rénovations et des agrandissements effectués de 1886 à 1894. Son clocher date de 1908. Du XVIIIe siècle jusqu'au milieu du XIXe siècle, elle fut par ailleurs la cathédrale de Skopje, avant la construction de l'église de la Nativité de la Vierge. Dévastée par le tremblement de terre de 1963, elle a été redécorée par la suite. Derrière l'église se trouvait autrefois l'Evresko Maalo, le quartier juif de la ville, disparu en 1963.

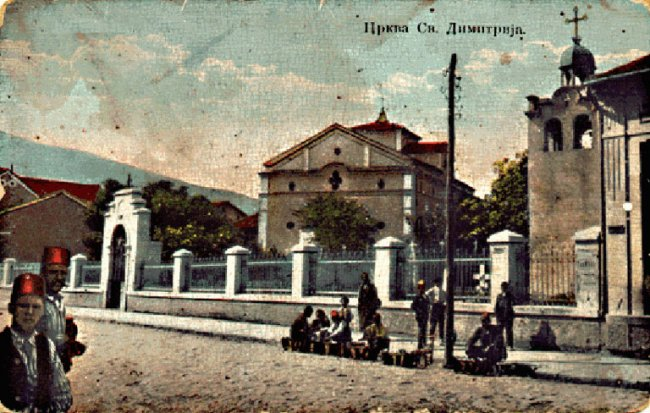
L'église en 1920.
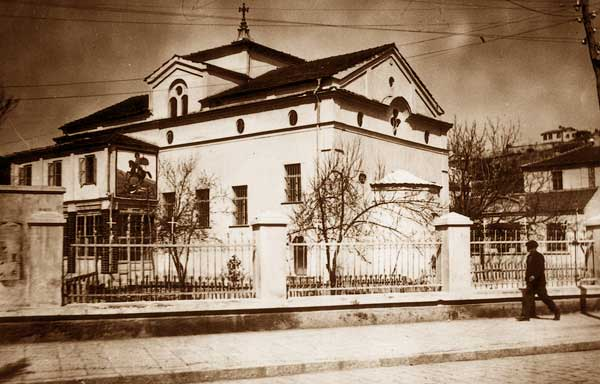
L'église en 1935.
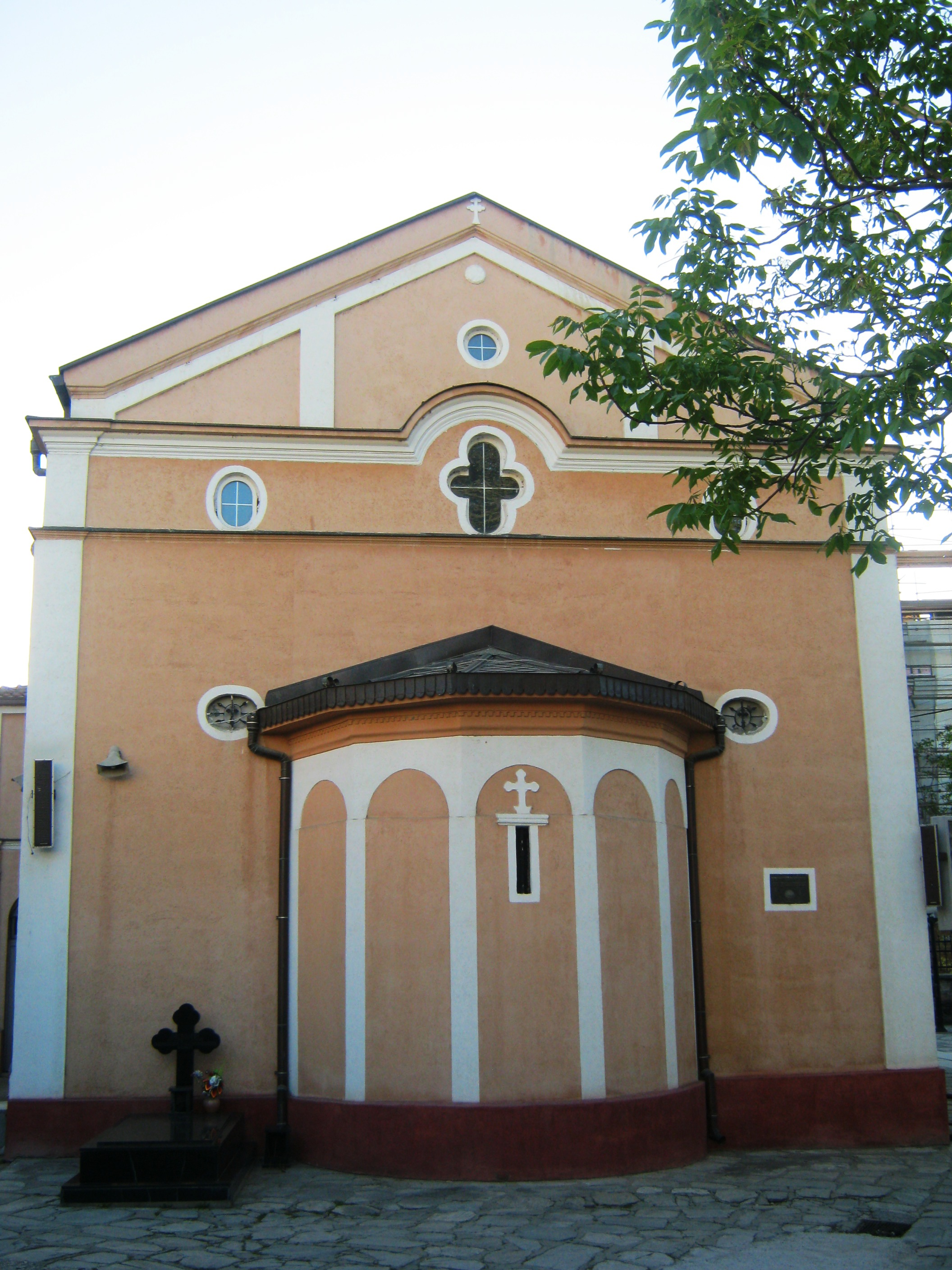
L'abside.
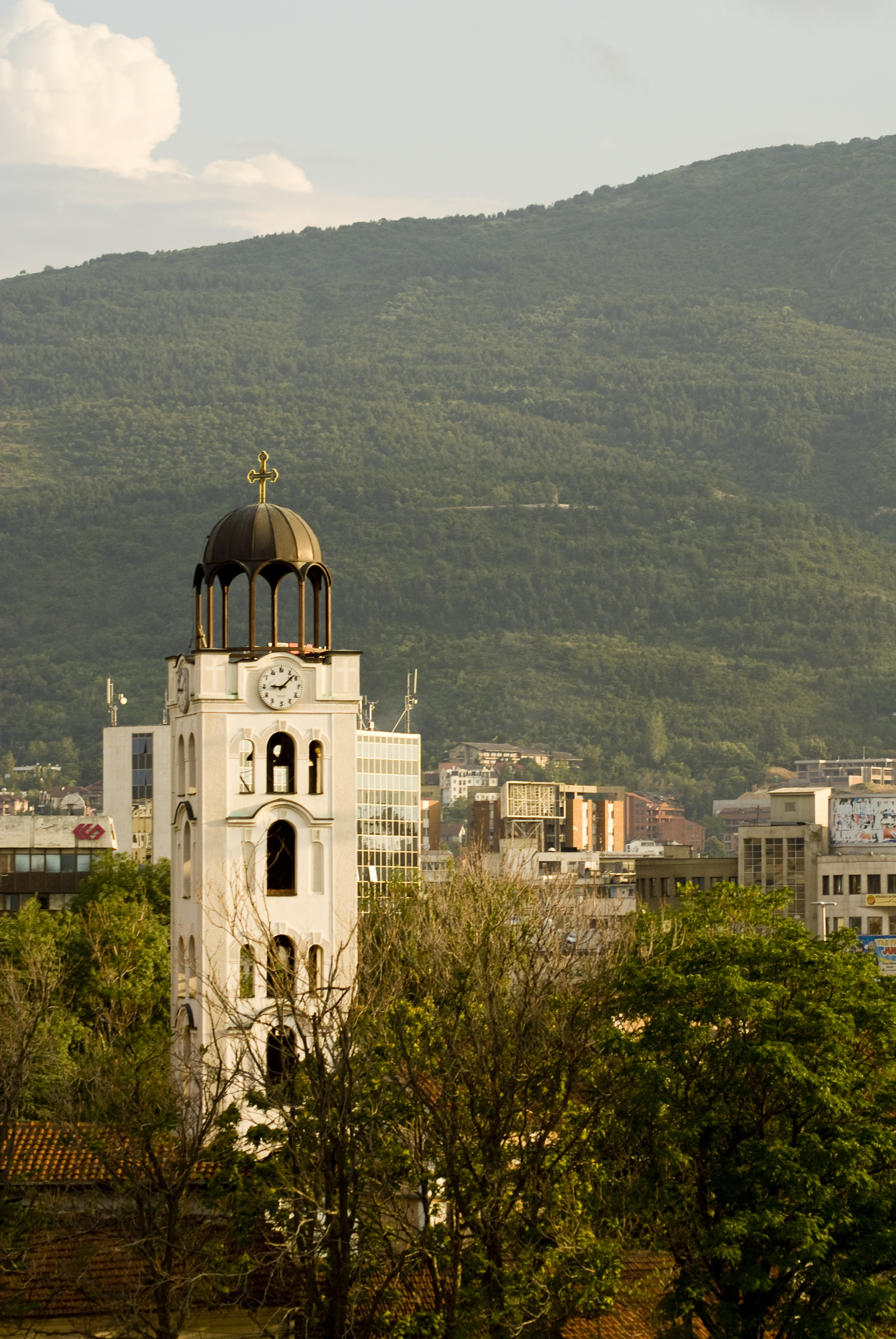
Le clocher.
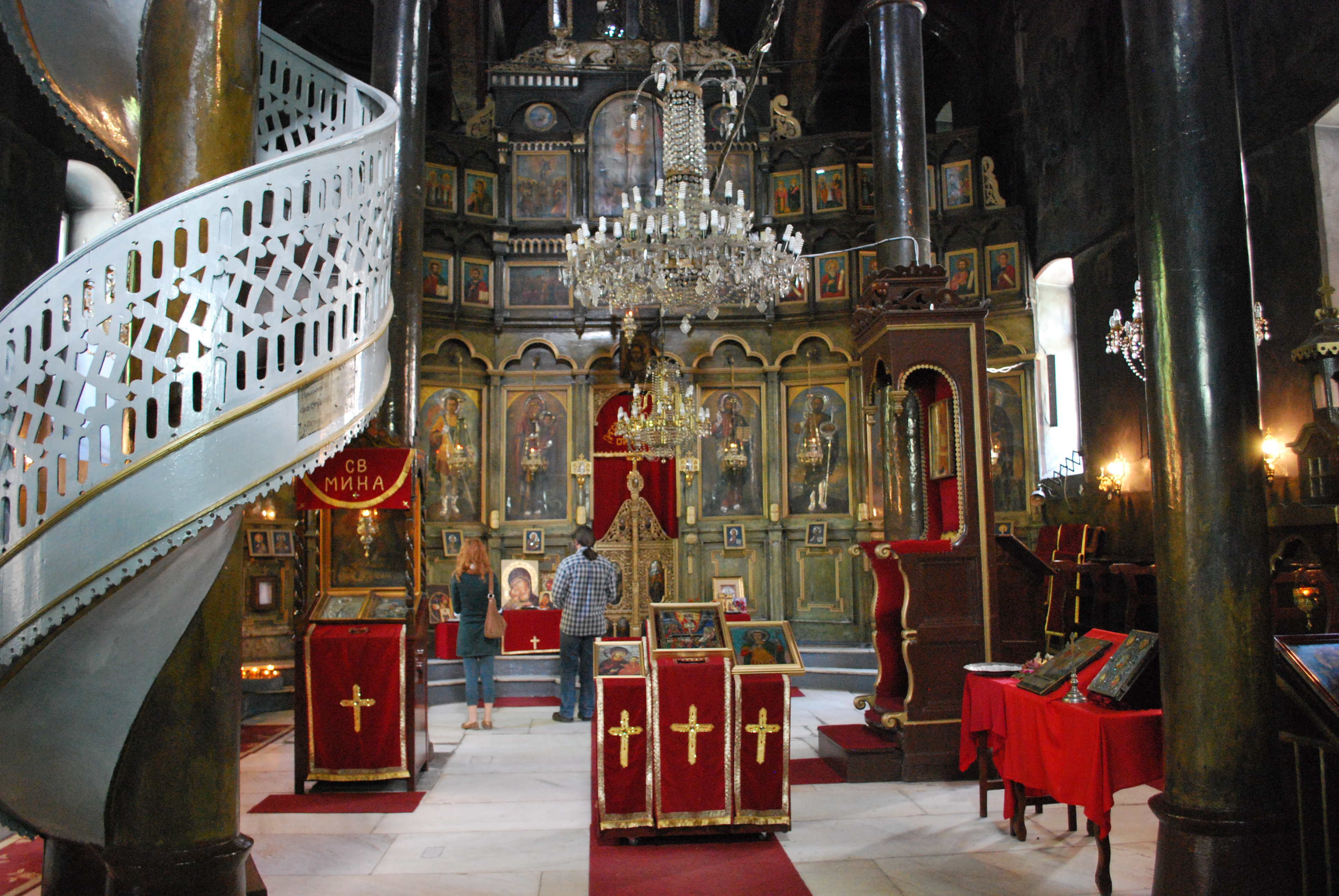
L'intérieur de l'église.

## Miracle des fresques

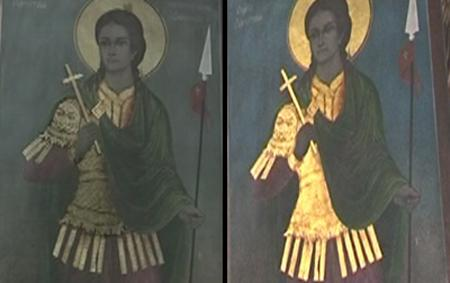
Les fresques avant et après le miracle.

Le 8 avril 2012, pour une raison inexpliquée, les auréoles des Saints représentées sur les fresques de l'église se sont mises à briller d'une manière inhabituelle. Cela a aussitôt déclenché un mouvement de piété populaire, des centaines de fidèles se déplaçant pour contempler le phénomène, qualifié de « miracle » par le pope de l'église.
Le miracle, qui coïncidait avec les célébrations de Pâques, serait probablement dû à l'augmentation de l'humidité dans les murs. Celle-ci aurait nettoyé les fresques des dépôts de fumée de bougies. Les fresques n'avaient d'ailleurs pas été nettoyées depuis plusieurs dizaines d'années.

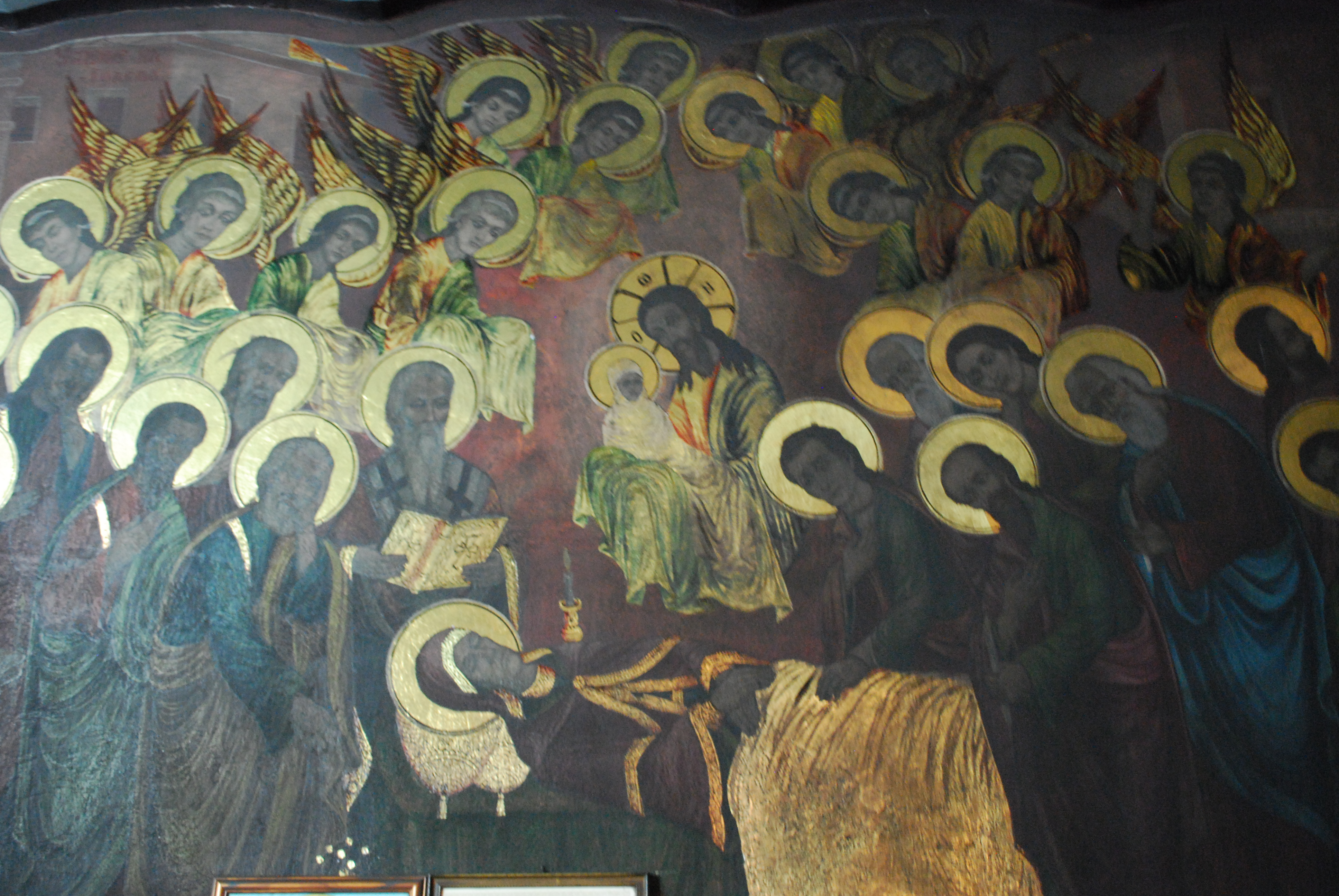
Les fresques après le miracle.
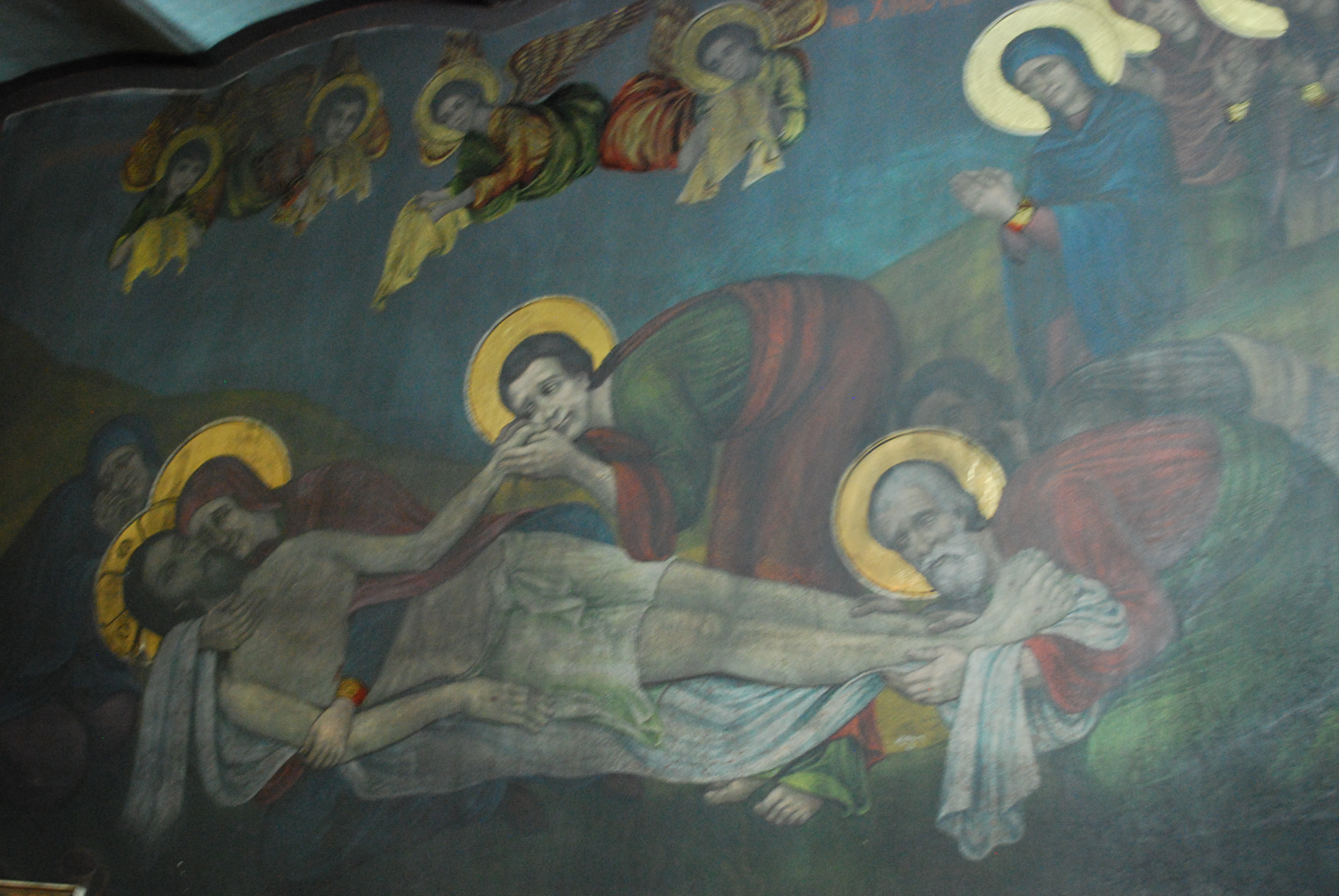
Détail des fresques.